# Thérapie systémique
 (mai 2025).
En psychothérapie, la thérapie systémique cherche à aborder les gens non seulement au niveau individuel, comme les premières formes de thérapie, mais dans une compréhension globale portant sur les interactions de groupes et les caractéristiques du milieu (système ou écosystème) dans lequel ils vivent. Ces thérapies examinent les troubles psychologiques et comportementaux du membre d'un groupe comme un symptôme du dysfonctionnement dudit groupe (généralement la famille).
Les psychothérapies d'inspiration systémiques peuvent être individuelles ou familiales. La thérapie systémique individuelle (thérapie brève de Palo Alto, mise en forme par Paul Watzlawick, John Weakland, D. Fisch, etc.) diffère de la thérapie familiale dans le traitement. Elle a mis en évidence qu'il n'est pas nécessaire de convoquer tout le groupe pour opérer un changement. Elle affirme qu'il est possible de modifier unilatéralement ses relations avec les autres membres du groupe, ce qui peut avoir un effet sur son fonctionnement. Les thérapies systémiques familiales ne sont pas dites de groupe, leur caractère familial signifie qu'elles tiennent compte de l'implication de tous les membres qui composent la famille, mais elles ne traitent pas tous les membres en groupe. L'accent est mis sur la façon dont les autres membres de la famille (par rapport au « malade » désigné) entretiennent un comportement perturbé. Un changement approprié dans un sous-système entraîne souvent une évolution majeure du système entier. Le « malade » désigné, à la limite, peut ne pas assister aux séances de thérapie.
Les thérapies systémiques familiales sont des pratiques enveloppées par un enchevêtrement de théories cybernétique, sémiotique et systémique. Elles sont cybernétiques en ce qu'elles interprétent un comportement « anormal » comme parfaitement adapté ou « normal » à un contexte et un environnement qui, eux, sont « anormaux ». Ainsi, par exemple, la schizophrénie considérée comme une maladie incurable et progressive de l'esprit d'un individu est complètement différente de la schizophrénie considérée comme la seule réponse possible à un contexte où la communication est absurde et intenable. Elles sont donc cybernétiques en intervenant non pas exclusivement sur le « malade » déclaré, mais sur l'environnement et le contexte « malades », au niveau supérieur de la gouverne ou de la commande. Dans cette perspective, la « théorie des contextes » d’Anthony Wilden propose d'installer un nouveau contexte, tel que le comportement attendu puisse survenir, se maintenir et se développer comme une « réponse appropriée » à ce contexte. Cette « réponse appropriée » à l'environnement et au contexte est de l'ordre de l'explication cybernétique, en contraste à l'explication causale des thérapies comportementales et psychodynamiques ou psychanalytiques.

## Histoire
L'approche systémique en psychothérapie représente une adaptation du champ interdisciplinaire plus large de la théorie des systèmes qui puise son inspiration dans les domaines de la biologie et de la physiologie. Appliquée au champ de la psychothérapie, les prémisses remontent aux travaux de Gregory Bateson (1904-1980), travaux systématisés et prolongés par Paul Watzlawick et ses collègues du Mental Research Institute (MRI), au sein de ce que l’on a appelé l’Ecole de Palo Alto. Cette appellation recouvre en fait deux groupes de chercheurs et thérapeutes qui vont travailler en parallèle. Le premier, entre 1952 et 1962, autour de Bateson et de sa théorie de la communication (« double contrainte ») liée à la cybernétique, les méthodes de Milton Erickson et les diagnostics brillants de Don Jackson. Le second, avec la création du MRI en 1959 par Jackson, l’arrivée de Watzlawick en 1962 et ses travaux sur l’homéostasie familiale.

## Approches

### Approche communicationnelle
L'approche communicationnelle est l’approche originelle, proposée par l'École de Palo Alto. Cette approche repose sur un certain nombre d'axiomes de la communication dont le plus connu est l'impossibilité de ne pas communiquer. L’approche communicationnelle utilise des techniques thérapeutiques comme l'injonction paradoxale, le recadrage, l'illusion des alternatives et la non utilisation du négatif.

### Approche stratégique
La thérapie systémique stratégique repose essentiellement sur les travaux de Jay Haley et Cloé Madanes aux États-Unis, d'une part, et de Mara Selvini Palazzoli et l'école de Milan, d'autre part.

### Approche structurale
La thérapie familiale structurale (en) a été développée par Salvador Minuchin.  En s'appuyant sur les hypothèses de la thérapie familiale structurelle, Thomas M. Gehring et son équipe ont développé au début des années 1980 à l'université de Zurich et à l'université de Stanford, en Californie, le test du système familial (FAST)Cette méthode de visualisation permet de représenter la cohésion et la hiérarchie au sein de la famille et de systèmes sociaux similaires au moyen de figures sur un tableau. La distance entre les figures, la direction du regard et le positionnement élevé sont évalués quantitativement et qualitativement en tant que représentation de relations typiques, idéales ou conflictuelles (par exemple triade parents-enfants) et servent de base à des analyses de problèmes ou d'objectifs. Une enquête de suivi semi-structurée permet de recueillir des informations supplémentaires pour la conceptualisation ou l'évaluation d'interventions systémiques.

### Approche contextuelle
Cette approche est proposée par Iván Böszörményi-Nagy.

### Approche constructiviste
Cette approche marque le passage de la cybernétique de premier ordre à celle de second ordre. Il s'agit d'un courant théorique qui prend de l’ampleur dans les années 1980. Elle n'est pas représentative d'une école particulière mais relève davantage de certains auteurs dont les pionniers sont Heinz von Foerster, Humberto Maturana, Francisco Varela, Paul Watzlawick. Parmi les représentants de cette approche nous pouvons également citer Guy Ausloos et Mony Elkaïm.